# Louis Jarrier
Pour les articles homonymes, voir Jarrier.
Louis Aimé Jarrier est un architecte français, né à Clermont-Ferrand le 20 janvier 1862 et mort à Clermont-Ferrand le 2 novembre 1932.

## Biographie
Né d'une famille d'entrepreneurs-architectes installés à Clermont-Ferrand depuis plusieurs générations, Louis Jarrier est déclaré de parents inconnus, fils légitimé par le mariage de François Louis Jarrier (1829-1881) architecte à Clermont-Ferrand, et de Claudine Vialon, le 12 novembre 1862.

### Formation
Louis Jarrier est bachelier ès sciences au lycée de Clermont-Ferrand, élève à l'École régionale des Beaux-arts de Clermont-Ferrand de 1880 à 83, puis élève de Gustave Raulin à l'École des Beaux-arts de Paris de 1883 à 1888.

### Carrière
Nommé inspecteur des travaux des édifices diocésains de Clermont-Ferrand le 23 juin 1891, il devient architecte ordinaire des monuments historiques en 1898, inspecteur sur les chantiers des églises d'Orcival, Artonne, Montferrand, Notre-Dame-du-Port, du château de Tournoël.
Il devient professeur de dessin au lycée puis à l'École régionale des Beaux-arts de Clermont-Ferrand.
Pendant la première Guerre Mondiale, il est infirmier volontaire.
Il est membre de la Commission départementale des Monuments commémoratifs et du Comité régional des Arts appliqués (jury des expositions régionales), président du Syndicat d'initiative de l'Auvergne et de Clermont-Ferrand, président de l'Association des anciens élèves de l'École régionale des Beaux-arts de Clermont-Ferrand, membre de la Société des artistes français.

## Réalisations
On lui doit notamment :
- Chamalières :
  - Grand séminaire Richelieu[2]
- Châtel-Guyon
  - Castel Regina
  - Splendid Hôtel
  - Villa des Princes
  - Villa la Radieuse (1904)
- Clermont-Ferrand : 
  - Villa Monteil (1899)[3]
  - Pharmacie Gros (devanture)
  - Pharmacie Médevile (devanture)[3]

- La Bourboule : 
  - Marché couvert

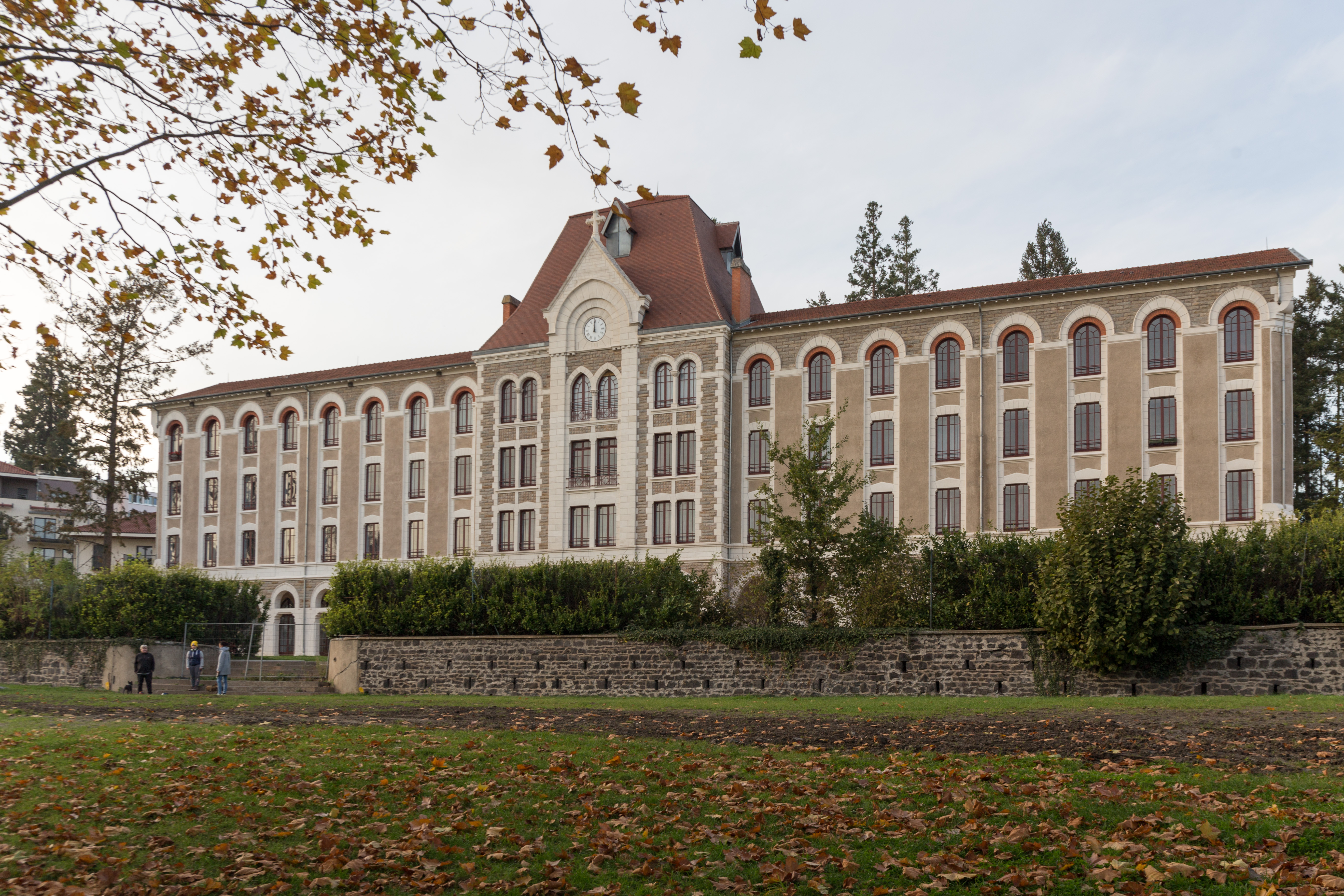
Le Grand Séminaire Richelieu

  - Pâtisserie-confiserie Rozier[2], pont Vendeix[4]
- Le SarcironMont-Dore (Puy-de-Dôme) : 
  - Hôtel des Sapins

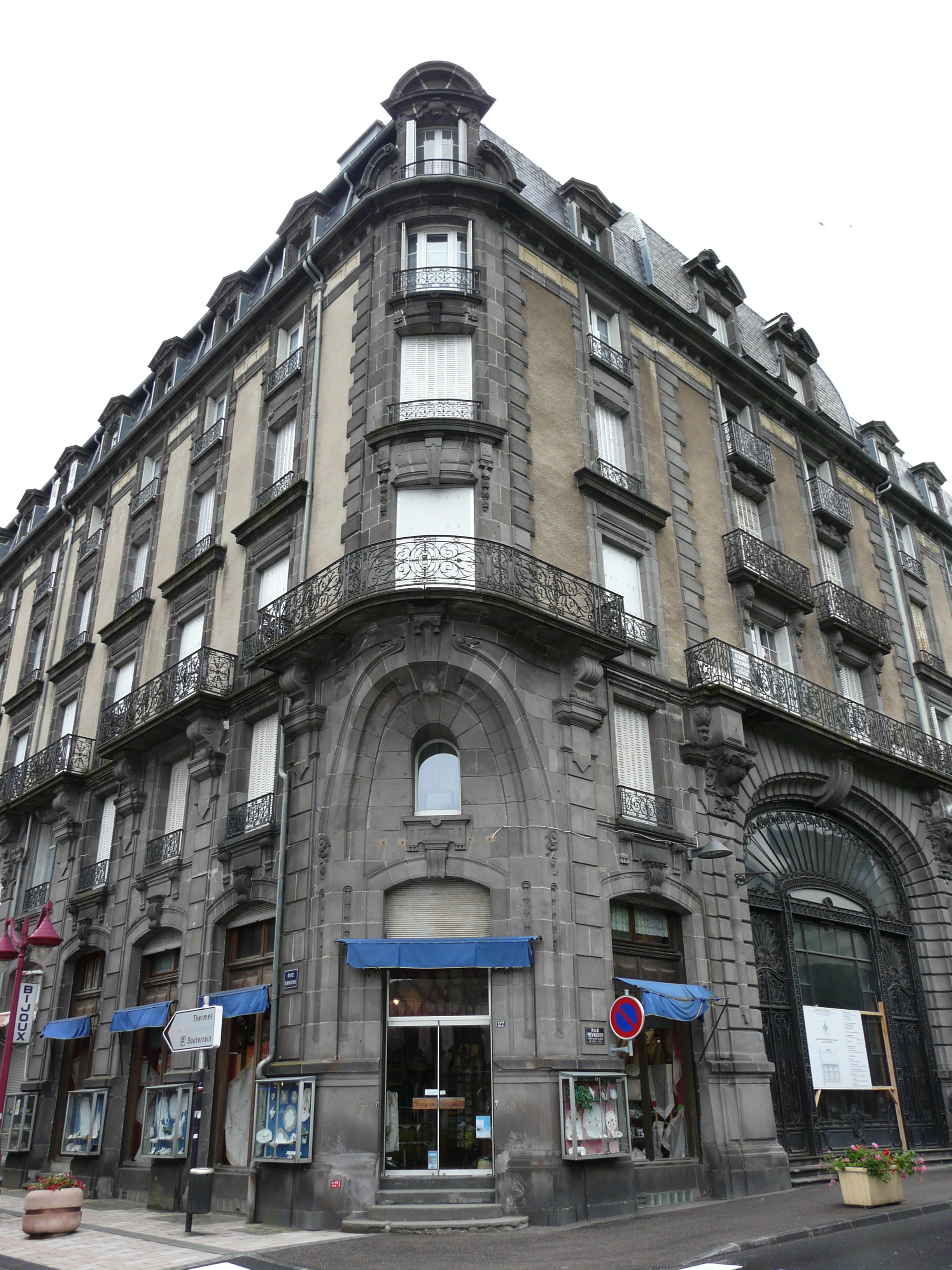
Le Sarciron

  - Hôtel de voyageurs dit Palace Le Sarciron[5]
  - Marché couvert
- Riom : Hôtel de la Banque de France
- Royat : 
  - Hôtel de Lyon
  - Hôtel Richelieu
  - Hôtel Sainte-Jeanne-d'Arc
- Thiers : école Jeanne-d'Arc
- Vensat : église (1898)[3]